# Barleria matopensis
Barleria matopensis är en akantusväxtart som beskrevs av Spencer Le Marchant Moore. Barleria matopensis ingår i släktet Barleria och familjen akantusväxter. Inga underarter finns listade i Catalogue of Life.